# Anthony Baffoe
Anthony Baffoe   (Bonn, 25 de maig de 1965) és un exfutbolista ghanès de la dècada de 1990.
Fou internacional amb la selecció de futbol de Ghana.
Pel que fa a clubs, destacà a 1. FC Köln i FC Metz.